# Valdemar Poulsen

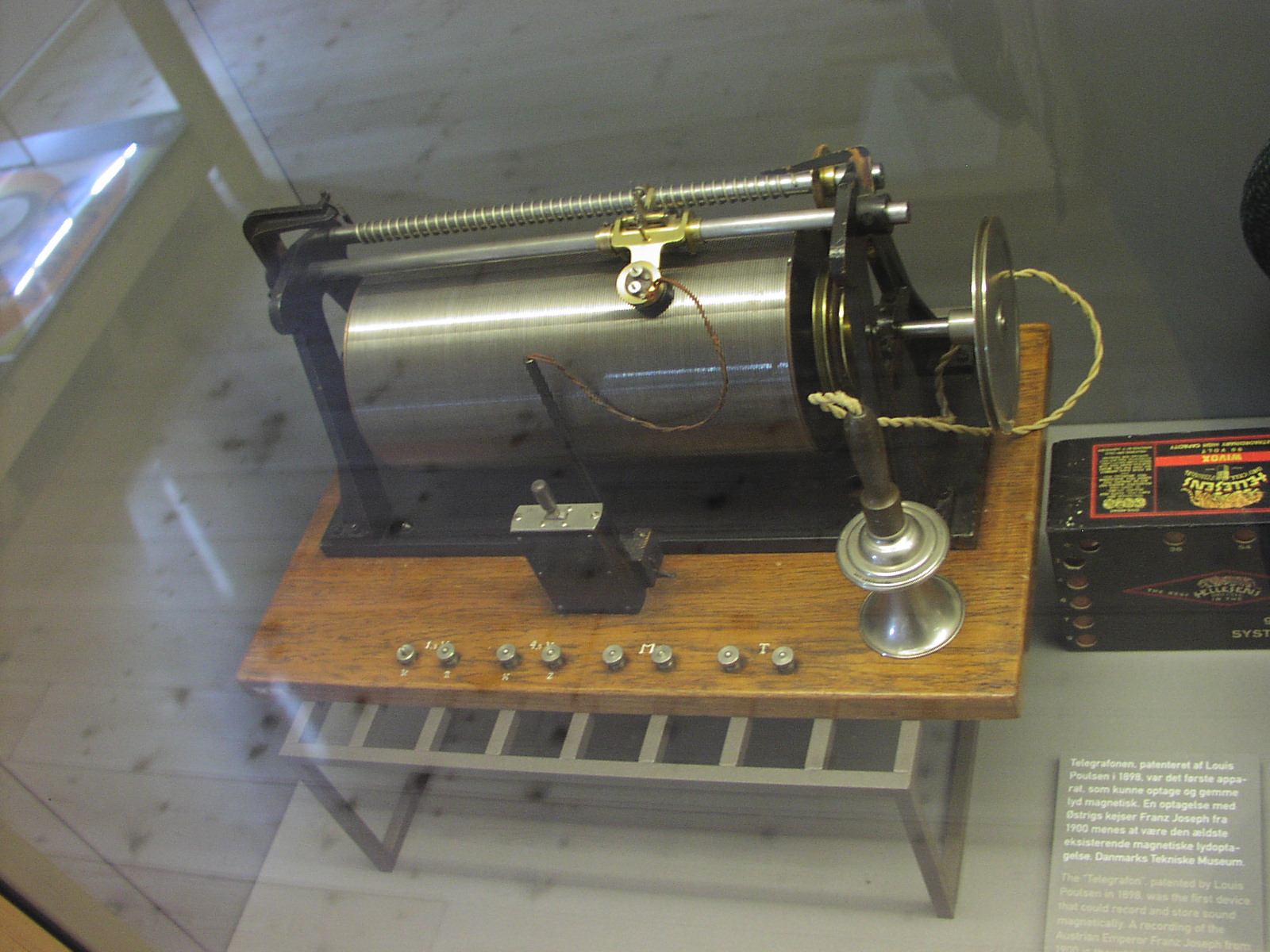
Telegrafon

Valdemar Poulsen, född 23 november 1869 i Köpenhamn, död 23 juli 1942 i Gentofte, var en dansk ingenjör och uppfinnare.

## Biografi
Poulsen blev 1889 student från Borgerdydskolen på Christianshavn, studerade en kort tid medicin, och var därefter i lära på en maskinfabrik, men blev 1893 assistent vid Københavns Telefonselskabs tekniska avdelning. Sedan pojkåren hade han sysslat med hembyggda fysikaliska apparater, och som assistent hos en telefoningenjör fick han nu möjlighet att ägna sig åt telefon- och svagströmsteknik.
Sommaren 1898 lyckades han att på elektromagnetisk väg uppta mänskligt tal på en ståltråd och att återge detta. Denna uppfinning, telegrafonen, räknas som den viktigaste förelöparen till bandspelaren. Lika viktig var Poulsens 1903 uppfunna metod för frambringandet av kontinuerliga elektromagnetiska vågor, som resulterade i en helt ny trådlös teknik på flera områden, som snabbtelegrafi och radiotelefoni. Vid utformningen av båda dessa uppfinningar samarbetade han med Peder Oluf Pedersen.
Poulsen tilldelades Videnskabernes Selskabs guldmedalj 1907, blev 1909 hedersdoktor vid universitetet i Leipzig och 1914 ledamot av Videnskabernes Selskab. Han invaldes 1935 som utländsk ledamot av Kungliga Ingenjörsvetenskapsakademien i Stockholm.

## Utmärkelser
- Videnskabernes Selskabs guldmedalj,  1907[4]
- Hedersdoktor vid Leipzigs universitet,  1909[4]
- Förtjänstmedaljen i guld med krona,  1913[4]
- Hedersdoktor vid Danmarks Tekniske Universitet,  1929[4]
- Valdemar Poulsens guldmedalj,  1939[4]
- Kommendör av första graden av Dannebrogorden,  1939[4]
- National Inventors Hall of Fame,  2011[7]

[Redigera Wikidata]